# پیتر کاولی
پیتر کاولی (انگلیسی: Peter Cawley؛ زادهٔ ۱۵ سپتامبر ۱۹۶۵) بازیکن فوتبال اهل بریتانیا است.
از باشگاه‌هایی که در آن بازی کرده‌است می‌توان به باشگاه فوتبال فولام، باشگاه فوتبال کولچستر یونایتد، باشگاه فوتبال ساوتند یونایتد، باشگاه فوتبال بریستول راورز، باشگاه فوتبال اکستر سیتی، باشگاه فوتبال چرتسی تاون، باشگاه فوتبال ویمبلدون، باشگاه فوتبال بارنت، و باشگاه فوتبال والتون کژوالس اشاره کرد.